# Calathea vaginata
Calathea vaginata är en strimbladsväxtart som beskrevs av Otto Georg Petersen. Calathea vaginata ingår i släktet Calathea och familjen strimbladsväxter. Inga underarter finns listade.